# فيلا 69 (فلم)
فيلا 69 (بالإنجليزية: Villa 69) هو فيلم أُصدر في مصر سنة 2013. الفيلم من إخراج آيتن أمين وكتابة محمد الحاج ومحمود عزت.

## القصة
تدور أحداث الفيلم حول حسين (خالد أبو النجا)، الذي يعيش منعزلاً عن العالم نتيجة أفكار وخواطر تسكن عقله، لكن بمرور الوقت تقتحم شقيقته و حفيدها عزلته وتتغير مفاهيمه ونظرته القاسية للحياة.

## طاقم التمثيل
- خالد أبو النجا: حسين
- لبلبة:نادرة
- أروى جودة: سناء
- عمر الغندور:سيف
- هبة يسري: هناء
- يسرا الهوارى: احسان
- سالي عابد:أية
- أمجد رياض: حيدر
- صدقي صخر:صلاح
- عماد ماهر:حمدي
- خيرى بشارة: جار حسين
- عمرو سلامة: أحد شركاء حسين في المكتب الهندسى

## فريق العمل
- مدير التصوير: حسام شاهين
- مونتاج: عماد ماهر
- سيناريو: محمد الحاج
- إخراج: آيتن أمين
- مصمم الملابس: نيرة الدهشوري
- الماسة للإنتاج الفني: موزع
- سمير نبيل موسيقى تصويرية
- منتج: محمد حفظى
- منتج فني: يحيى زكريا
- منتج: فيلم كلينيك
- منتج: وائل عمر
- مهندس الديكور: شهيرة ناصف
- مكساج: عبد الرحمن محمود

## وصلات خارجية
- مقالات تستعمل روابط فنية بلا صلة مع ويكي بيانات
- http://www.elcinema.com/work/wk2025730/
- http://www.villa69film.com